# Фаза Берри
Фаза Берри — фаза, набегающая при прохождении квантовомеханической системой замкнутой траектории в пространстве параметров, когда система подвержена циклическому адиабатическому возмущению. Также называется геометрической фазой, топологической фазой, или фазой Панчаратнама — Берри в честь С. Панчаратнама и сэра Майкла Берри. Явление было сначала обнаружено в 1956 году и открыто вновь в 1984 году. Фаза Берри может наблюдаться в эффекте Ааронова — Бома и при коническом пересечении поверхностей потенциальной энергии. В случае эффекта Ааронова — Бома адиабатическим параметром является магнитное поле в соленоиде, и цикличность означает, что измеряемая величина соответствует замкнутой траектории и рассчитывается обычным способом, используя интерференцию. В случае конического пересечения адиабатические параметры — молекулярные координаты. Кроме квантовой механики, геометрическая фаза возникает во многих других волновых системах, таких как классическая оптика. За эмпирическое правило можно принять, что фаза Берри возникает всякий раз, когда есть по крайней мере два параметра, влияющих на волну, около особенности или своего рода отверстия в топологии.
Волны характеризуются амплитудой и фазой, и обе характеристики могут измениться как функция некоторых параметров. Фаза Берри возникает, когда оба параметра изменяются одновременно, но очень медленно (адиабатично), и в конечном счёте возвращаются к начальной конфигурации. Интуитивно кажется, что волны в системе возвращаются к начальному состоянию, к соответствующим амплитудам и фазам (и в согласии с пройденным временем). Однако, если параметр изменяется по циклическому пути, вместо восстановления первоначального состояния возможно, что начальные и конечные состояния отличаются своими фазами. Это различие фазы — фаза Берри, и её возникновение указывает, что зависимость состояния системы от параметров сингулярна (неопределённа) для некоторой их комбинации.
Простейшим классическим аналогом геометрической фазы является поворот плоскости качания маятника Фуко. Отставание от вращения Земли за сутки, выраженное в радианах, равно телесному углу, охватываемому траекторией маятника на поверхности Земли (геометрическая формула). Это пример голономии, порожденной параллельным переносом вектора, касательного к сфере.